# Tracker (software de música)
Tracker es un tipo de software con la función de un secuenciador para música, que permite añadir muestreos digitales o samples en listas de tiempos que se reparten en canales. Las entradas de los tonos, volumen, y efectos no se representan por símbolos, por ejemplo de notas, sino por caracteres alfanuméricos e incluso hexadecimales.

## Historia
El desarrollador del primer programa tracker fue Chris Hülsbeck, ingeniero de sonido, programador y músico, quien compuso varios hits para juegos de Commodore 64 y Amiga y en 1986 se programó una herramienta en su Commodore 64, el soundmonitor, lo que podría denominarse el primer tracker. A partir de ahí y hasta el día de hoy surgieron numerosos programas de tracker. Tomó un especial impulso con el surgimiento del Amiga 500. Para Amiga se desarrollaron numerosos Trackers y formatos de sonido, que luego trascendieron al mundo del PC y Mac. El Ultimate soundtracker, programado en 1987 por Karsten Obarski fue el primer tracker para Amiga.
Curiosamente la mayoría de músicos de trackers procedían del Reino Unido y los países nórdicos, posiblemente por estar estrechamente relacionado con la demoscene que tuvo gran aceptación entre los países escandinavos.
La ventana de edición de un tracker recuerda a los rollos de papel de un piano automático que se desplaza de abajo arriba. El primer tracker contaba con cuatro canales, aunque al ser los sonidos samples el problema es menos gravante que en los chips sintetizadores de sonido (por ejemplo el SID del Commodore64, o el chip de sonido AY-3-8910 de Yamaha utilizado en Atari ST, MSX, Amstrad CPC, Oric 1 y Sinclair ZX Spectrum), puesto que un solo sampler puede consistir de un acorde completo.
Las máquinas para las que se creaban los tracker, especialmente en el Reino Unido, no eran en absoluto caras, siendo Amiga y Atari ST a principios de los 90 los modelos preferidos. En ese contexto surgió una música-tracker como un fenómeno punk-underground, por la cantidad de música de baile entre la música más vendida, y por la facilidad y rapidez de creación que estos secuenciadores permitían.
En el transcurso de los 90 pasó la música tracker al PC siendo su uso bastante extendido en el ámbito de los juegos aunque en algunos juegos se sustituyera por pistas de audio del CDROM y posteriormente por el formato de audio mp3. Sin embargo después de 2000 sigue usándose en juegos tan populares como la serie Unreal así como en las consolas Game Boy Advance obteniendo calidad de sonido similar al mp3 en espacios más reducidos de memoria.

## Técnica
La estructura de un tracker es relativamente fácil de comprender, puesto que por un lado es muy simple, y por otro suele estar muy bien documentado. Fundamentalmente consta de dos partes: Un secuenciador con una trama de tiempo, así como de un sencillo sintetizador para samples.

### Procesado del sonido a partir de un sample
La producción del sonido se basa en muestreos (samples), que pueden ser simplemente pequeñas grabaciones por micrófono o entrada de línea. La calidad del sonido dependerá de la frecuencia del muestreo (sampling rate) con la que fuera grabada. Esta frecuencia de muestreo suele estar comprendida entre 8 khz (calidad del sonido telefónico) hasta 48 khz (calidad de película de cine)
Si un sonido se representa como una onda en un eje de coordenadas, de modo que el eje 'y' represente la instensidad y el eje 'x' la frecuencia del sonido. El sonido puede modificarse de los siguientes modos:
- Volumen: Se incrementará estirando el eje 'y' y se reducirá al comprimir el mismo eje.
- Tono: Al estirar la onda en el eje x, se produce un sonido más grave, mientras que al comprimir la onda el sonido resultante será más agudo. De este modo a partir de un sonido que corresponda a un tono musical, pueden obtenerse todos los demás tonos de la escala.

Otros dos efectos frecuentes son el looping y el panning.
- Looping es cuando un sonido, al llegar al final continua por el principio. De este modo se puede crear un tono continuado en el tiempo o un sonido rítmico.
- Panning es el cambio independiente de volumen de los canales izquierdo y derecho. Sirve para pasar un sonido de un lado al otro en el estéreo.

El chip de sonido del Commodore Amiga tenía 4 canales, por lo que podía reproducir cuatro pistas ajustando el tono y volumen independientemente una de la otra. Por ello el software de tracker no necesitaba mezclar las pistas sino mandarlas directamente al chip de sonido. El efecto de panning que mezcla el sonido en dos canales pasándolo de uno a otro todavía no existía. Los canales 1 y 4 formaban el izquierdo y los 2 y 3 el derecho. Con la llegada de la tarjeta de sonido Gravis Ultrasound pudo empezar a mezclarse hasta 32 canales independientes unos de otros y permitiendo el panning.
Otros hardwares de sonido (desde la Sound Blaster hasta el PC Speaker), que no ofrecían más de 2 canales (derecha e izquierda si eran estéreo), implicaban que los distintos canales tuvieran que mezclarse por software, consumiendo muchos más recursos del procesador, pero con la mejora en la potencia de éstos llegó a hacerse posible la composición de gran calidad en múltiples pistas en ordenador personal:PCs normales. Una ventaja importante de la mezcla por software es el manejo preciso y perfectamente sincronizado de los samples.

## Cualidades
Puesto que una canción de tracker contiene los muestreos de los sonidos y sus ritmos son matemáticos y están muy precisamente definidos por lo que, a diferencia de un archivo MIDI, siempre sonará igual independientemente del software y hardware que lo reproduzca.
La tecnología del tracker es de una gran escalabilidad, siendo posible la creación de música por tracker con un Spectrum de 48 kilobytes y similares puede llegar a requerirse, según el número de pistas y el tamaño de los muestreos, hasta 4 gigabytes de RAM.

## Formatos
En función del editor utilizado y de sus exigencias surgieron numerosos formatos de archivos. 
Hoy día, algunos reproductores de audio como WinAmp o XMMS pueden leer formatos como .mod, .s3m o .xm. Sin embargo, la ventaja de estos formatos respecto al mp3, es que son totalmente editables.
- *.MOD – ProTracker (4 canales). Formato original de Commodore Amiga. Algunos cambios de este formato, por ejemplo en Fasttracker, permiten hasta 32 canales.
- *.TFX – TFMX (hasta 7 canales). Fue usado especialmente en Amiga.
- *.NST – Noisetracker (4 canales). Formato de Amiga.
- *.STM – ScreamTracker (4 canales con 8 bit). Este fue el predecesor del formato *.S3M.
- *.669 – Composer 669 de Tran/Renaissance (8 canales).
- *.OKT – Oktalyzer (8 canales).
- *.FAR – Farandole Composer (16 canales).
- *.S3M – ScreamTracker 3 (32 canales digitales o 9 canales AdLib). s3m como el mod fueron ampliamente utilizados.
- *.MTM – Multitracker (32 canales).
- *.XM – FastTracker2 (32 canales, Instrumentos de 16 bits con atributos). Uno de los formatos más importantes.
- *.IT – Impulse Tracker (256 canales internos, de los cuales 64 son directamente editables).
- *.LIQ – Liquid-Tracker (64 canales).
- *.MT2 – MadTracker-2 (64 canales más efectos de plugins).
- *.MDL – DigiTrakker (similar al *.XM)
- *.ULT – Ultimate-Tracker relacionado con la tarjeta de sonido Gravis Ultrasound.
- *.DBM - DigiboosterPro (4-128 canales).